# Calliopsis australior
Calliopsis australior är en biart som beskrevs av Cockerell 1897. Calliopsis australior ingår i släktet Calliopsis och familjen grävbin. Inga underarter finns listade.